# Edward Said
Edward Wadie Said (arabă إدوارد وديع سعيد, Idwārd Wadīʿ Saʿīd; n. 1 noiembrie 1935, Ierusalim – d. 25 septembrie 2003, New York, SUA) a fost un teoretician al literaturii, critic literar și intelectual palestiniano - american.
Edward Said a activat ca academician și profesor universitar de literatură comparată la Columbia University (New York), fiind totodată și un cunoscut activist politic. În calitate de critic și teoretician literar, acesta este considerat a fi unul dintre inițiatorii teoriei critice a post-colonialismului, examinând literatura din punct de vedere al politicilor sociale și culturale. În calitate de activist politic, este văzut ca unul dintre cei mai vehemenți apărători a drepturilor poporului palestinian și a creării unui stat Palestinian independent, fiind descris de către jurnalistul Robert Fisk drept una dintre cele mai puternice voci ale palestinienilor.

## Biografie

Un poster cu Edward Said lipit pe zidul care înconjoară Palestina

Steagul Palestinei

Edward Said s-a născut în Ierusalimul de Vest, oraș situat la acel moment în Palestina guvernată sub mandat britanic (1920-1948).
Tatăl acestuia, Wadie Said, deși palestinian ca origine, a luptat în armata Statelor Unite ale Americii pe perioada Primului Război Mondial, obținând astfel cetățenia americană. Ulterior, acesta s-a întors în Palestina, căsătorindu-se cu Hilda, o femeie creștină, născută la Nazaret. În primii ani de viață ai lui Edward Said, familia era stabilită la Ierusalim, însă vizita adesea Egiptul, unde a pus bazele unei afaceri, Said privindu-și copilăria ca o perioadă trăită „între două lumi” .
În 1947 familia s-a mutat la Cairo, chiar în momentul în care se începea punerea în aplicare a planului de partiție al Palestinei.  Aici, Edward a urmat cursurile unei școli engleze, după care, în 1951, a fost trimis în Statele Unite, unde a studiat la Northfield Mount Hermon School din Massachusetts. Deși posesor al unui pașaport american, Edward Said s-a considerat întotdeauna ca fiind un „intelectual palestinian în exil”.  Identitatea omului, nedefinită în termeni statici sau concreți, a devenit o marcă a întregii activități a lui Said, căci, după cum acesta afirma:  “Nu am știut niciodată care a fost prima limbă pe care am vorbit-o, arabă sau engleză, sau care dintre ele îmi aparținea dincolo de orice îndoială”.
Studiile universitare de licență au fost realizate la Princeton University (B.A., 1957), fiind continuate cu studiile de masterat și doctorat în literatura engleză la Harvard University (M.A., 1960, PHD, 1964).
Said și-a început cariera de lector universitar la Columbia University în 1963, iar în 1967 a devenit asistent universitar pentru cursurile de literatură engleză și literatură comparată. Acesta a activat ca profesor universitar la Columbia University, până la sfârșitul carierei.  
Edward Said a fost președintele Asociației pentru Limbi Moderne; editor pentru publicația Arab Studies Quarterly în cadrul Academiei Americane de Arte și Științe; membru al comitetului executiv al International PEN, al Academiei Americane de Arte și Litere, a Royal Society of Literature, a Consiliului pentru Relații Externe, fiind totodată și un membru activ al Societății Americane de Filosofie.     
Complexitatea istoriei personale a lui Edward Said, amalgamul identitar al acestuia, precum și lipsa sentimentului de apartenență la o singură comunitate,  reprezintă, după cum chiar el spune, “atât o formă de libertate cât și o nenorocire”.

## Literatură și critică
Prima carte publicată de Said, Joseph Conrad and the Fiction of Autobiography (1966) reprezintă o continuare a tezei de doctorat a acestuia, examinând scrisorile și scurtele povestiri ale lui Joseph Conrad. Ulterior, acesta a publicat multe volume, dintre care putem aminti:

• The World, the Text, and the Critic (1983)

• Nationalism, Colonialism, and Literature: Yeats and Decolonization (1988)

• Culture and Imperialism (1993)

• Representations of the Intellectual: The 1993 Reith Lectures (1994)

• Humanism and Democratic Criticism (2004)

• On Late Style (2006)

### Orientalism
Cartea care l-a consacrat pe Edward Said, Orientalism (1978), analizează și denunță prejudecățile eurocentrice orientate împotriva popoarelor și culturii arabo-islamice, considerând că acestea au fost folosite drept justificare pentru expansiunea imperialismului Vestic în Orientul Mijlociu și Asia. Metodele de analiză folosite de acesta au fost văzute ca oglindind relațiile Vestului cu alte culturi, iar separarea “Vest” (Occident) vs. “Est” (Orient) sau “Noi” vs. “Ceilalți”, ca reprezentând o invenție care fundamentează și legitimează colonialismul occidental. Teoria centrală a lucrării afirmă că imaginile Vestului asupra culturilor din Orientul Mijlociu sunt puternic marcate de stereotipuri ale iraționalității, primitivismului și violenței, arătând totodată cum acestea pătrund în operele literare, academice și jurnalistice, dar și în mentalul colectiv al oamenilor. Orientalism a pus bazele pentru o nouă preocupare academică, atât în filologie dar și în cadrul disciplinelor sociale și politice, cunoscută sub denumirea de studii post-coloniale. Aceasta se ocupă cu investigarea reprezentărilor occidentale ale altor culturi, în paralel cu răspunsurile populațiilor din zonele către care se îndrepta atenția Occidentului, luând în considerare strânsa legătură dintre formele de limbaj și exercitarea puterii. Pentru disciplinele sociale, lucrarea Orientalism a deschis o nouă poartă către analizarea critică a esențialismului și politicilor numirii. Integrarea unei anumite societăți într-o categorie denominativă, prin numirea sa, reprezintă într-o anumită măsură exercitarea unui act de putere asupra respectivei societăți, implicând faptul că Ei/Ceilalți sunt puși într-un raport de opoziție și subordonare cu Noi, prin însăși esențializarea diferențelor. 

Pornind de la o serie de definiții ale orientalismului, Said consideră că datorită existenței orientalismului, ca disciplină care se ocupă cu studiul Orientului, acesta din urmă nu mai reprezintă “un subiect liber de gândire și de acțiune”. Astfel, din punctul de vedere al autorului nu este atât de importantă studierea corespondenței dintre Orient și orientalism ci discursul asupra Orientului ca discurs de putere ce creează o anumită realitate orientală. Critica lui Said asupra orientalismului are la bază premisa conform căreia culturile sunt hibride, eterogene și interdependente, identitatea lor neputând fi definită unitar.

### Critica tezei orientalismului
Teza centrală a lucrării lui Edward Said a fost amplu criticată  de numeroase personalități din lumea academică și nu numai, natura disputelor create având intensități și baze diferite. Printre cei mai vehemenți critici ai tezei orientalismului, așa cum a fost definit de Said, îi amintim pe Albert Hourani, Graham Irwin, Nikki Keddie,  Bernard Lewis, Kanan Makiya, Robert Irwin, Gerard Leclerc, etc. Unii dintre criticii moderați consideră că nu orice cunoaștere este însoțită de exercitarea puterii și nu orice putere este însoțită de opresiune și violență iar Orientalismul este un corpus eterogen de discipline, dezvoltat de-a lungul istoriei pe măsură ce se dezvoltau contactele între Orient și Occident ci nu un discurs uniform și nejustificat (Gerard Leclerc), sau că esențializarea Orientului nu reprezintă un proces negativ în defavoarea acestuia, deoarece merge în paralel cu esențializarea Occidentului și definirea în oglindă a acestor două segmente (James Carrier).  

În ciuda succesului imens de care s-a bucurat lucrarea Orientalism, Said a fost întotdeauna conștient de modul în care aceasta a fost instrumentalizată de către unii, în paralel cu înțelegerea și interpretarea distorsionată a sensurilor, de către alții.

## Activismul politic
„Mi-a fost imposibil să trăiesc o viață neimplicată sau suspendată. Nu am ezitat să îmi declar afilierea cu o cauză extrem de nepopulară”  
−	

Preocuparea pentru criticarea implicării Occidentului în chestiunile legate de Orient și în special de lumea arabă, a reprezentat una dintre traiectoriile definitorii pentru Edward Said. Războiul de Șase Zile din 1967 și consecințele acestuia, l-au determinat pe Said să devină activ pe scena activismului politic internațional.  
Cu toate că a ales să nu predea cursuri despre Orientul Mijlociu, Said a scris numeroase cărți, articole și a susținut prelegeri pentru explicarea și susținerea cauzelor din lumea arabă, cu un accent special acordat drepturilor poporului palestinian. Acesta a criticat aspru politicile Israelului si ale Statelor Unite ale Americii în Orientul Mijlociu, intrând adesea în conflicte cu personalități marcante care nu îi împărtășeau convingerile.

### Dreptul la autodeterminare al poporului palestinian
În perioada 1977-1991 Edward Said a fost membru în Consiliul Național Palestinian, un parlament provizoriu creat cu scopul de a susține dreptul de autodeterminare al poporului palestinian și crearea unui stat palestinian independent. În ciuda numeroaselor critici anticoloniale la adresa politicilor israeliene, Said nu a negat niciodată dreptul statului Israel de a exista, însă a afirmat într-un interviu acordat ziarului The Guardian că “Eu nu le neg cerințele, dar nu pot să nu observ că acestea presupun întotdeauna deposedarea palestinienilor” . Acesta și-a fundamentat argumentarea pe problematizarea acțiunilor Israelului, care îi oprimă pe palestinieni în baza unor justificări care invocă persecuția populației evreiești din Europa, precum și pe impactul covârșitor al ideilor sioniste impuse conștiinței europene. Într-una dintre prelegerile susținute la Media Education Foundation în 1998, intitulată  “The Myth of 'The Clash of Civilizations", Said afirma că “nu poți continua să victimizezi pe altcineva doar pentru că tu ai fost la rândul tău o victimă la un moment dat. Trebuie să existe o limită.”
Începând din perioada anilor ’80, Said a susținut soluția existenței a două state independente: Palestina și Israel. În 1988 acesta a fost desemnat de Yasser Arafat pentru a negocia acestă soluție cu secretarul de stat american, George Shultz.

### Critica Acordului Oslo
Cu toate că a susținut întotdeauna o soluție pașnică la rezolvarea conflictului israeliano-palestinian, Said a fost unul dintre cei mai mari critici ai Acordului Oslo, pe care l-a considerat inacceptabil, lucru care l-a determinat să se îndepărteze definitiv de Consiliul Național Palestinian. Acesta l-a acuzat pe Arafat că i-ar fi trădat pe refugiații palestinieni, cărora nu le-a susținut dreptul de întoarcere pe teritoriile care le aparținuseră în drept până în 1967. De asemenea, Said considera că Arafat nu acordă suficientă atenție amenințării reprezentate de extinderea coloniilor israeliene din teritoriile palestiniene ocupate după 1967 de către Israel. Într-un articol publicat în 1994 în London Review of Books, Said afirmă că “negociatorii palestinieni de la Oslo, nesiguri de cauza, realizările și istoria lor personală, au confundat nevoia personală de afirmare cu o victorie politică reală. […] Pierderile, suferința și viitorul poporului palestinian au fost înmânate Israelului pentru a le întrebuința așa cum consideră de cuviință.”   Astfel de afirmații i-au adus lui Edward Said noi inamici, atât din partea celor care susțineau politica israeliană dar totodată, din partea liderilor Autorității Palestiniene. 

### Inițiativa Națională Palestiniană
În 2003, cu puțin înainte să înceteze din viață, Said a pus bazele, împreună cu Haidar Abdel-Shafi, Ibrahim Dakak Arhivat în 18 aprilie 2014, la Wayback Machine. și Mustafa Barghouti, pentru o nouă organizație politică numită Al-Mubadara (Inițiativa Națională Palestiniană), condusă de Mustafa Barghouti. Aceasta își propunea să reprezinte o alternativă la politica palestinană bipartidă, reprezentată de Fatah și Hamas.

### Publicații
Pe lângă numeroase articole publicate de-a lungul timpului, Edward Said a scris o serie de cărți, folosite adesea ca prime referințe pentru cei interesați de teme precum anticolonialism, antiimperialism, postcolonialism, dar și pentru cei preocupați de reprezentările media ale islamului, sau istoria poporului palestinian. 

•The Question of Palestine (1979)

•Covering Islam. How Media and Experts Determine How We see the Rest of the World. (1981)

•After the Last Sky. Palestinian Lives. (1986)

•Blaming the Victims. Spurious Scholarship and the Palestinian Question. (1988)

•The Politics of Dispossession. The Struggle for Palestinian Self-Determination, 1969-1994. Editată de Edward Said și Christopher Hitchens. (1994)

•Peace and Its Discontents. Essays on Palestine in the Middle East Peace Process. (1996)

•Out of Place: A Memoir. (1999)

•The End of the Peace Process: Oslo and After. (2000)

## Tribut
Edward Said a încetat din viață pe 25 septembrie 2003 în New York, la vârsta de 67 de ani, după mai mult de o decadă de luptă cu leucemia. 

Valoarea textelor scrise de acesta este inestimabilă, cărțile sale fiind traduse în zeci de limbi și publicate în toate colțurile lumii. Citate din textele sale sunt scrise pe zidul care îngrădește Palestina, pe care Edward Said nu a trăit să o vadă independentă. Opera sa este și va rămâne o referință importantă pentru mulți academicieni, studenți sau activiști politici din întreaga lume. În cartea Out of Place: A memoir, Said afirmă cu referire la întreaga sa activitate : “Deși nu îmi doresc să rănesc sentimentele nimănui, prima mea obligație nu a fost aceea de a fi drăguț ci de a fi sincer cu amintirile, experiențele și sentimentele mele”  . Cu o lună înainte de moarte, într-unul dintre ultimele sale articole, acesta scrie : “Și în ultimă instanță, umanismul este singura, aș îndrăzni să spun chiar ultima, formă de rezistență de care mai dispunem pentru a lupta împotriva practicilor inumane și a nedreptăților care desfigurează istoria omenirii.”
Post-mortem, lui Edward Said i-au fost dedicate zeci de tributuri, atât din partea celor care l-au cunoscut, cât și din partea celor care au fost influențați de scrierile sale și de verticalitatea exprimării politice. Tariq Ali, unul dintre apropiații săi, a publicat un text intitulat În amintirea lui Edward Said, unde îi aduce prietenului său un ultim omagiu:  “Odată cu moartea sa, națiunea palestiniană și-a pierdut cea mai articulată voce din emisfera Nordică, o lume în care, în ansamblu, continua suferință a palestinienilor este ignorată. Pentru oficialii israelieni palestinienii nu sunt văzuți ca oameni; pentru oficialii americani, ei sunt teroriști; pentru regimurile arabe corupte sunt o sursă de rușine. In ultimele sale articole, Said a denunțat vehement războiul împotriva Irakului și pe apologeții acestuia. Acesta a militat pentru eliberarea de violență și minciună. El știa că ocuparea Palestinei și a Irakului, vor îndepărta și mai mult orice șansă de pace pentru regiune. Vocea lui rămâne de neînlocuit, dar moștenirea acestuia va dăinui. Are multe vieți în fața sa.”

## Publicații
În limba română a fost tradusă lucrarea Orientalism, Editura Amarcord, Timișoara, 2001.